# Girolamo Grossi
Carlo Girolamo Maria Grossi (Bioggio, 10 dicembre 1749 – Arezzo, 21 agosto 1809) è stato un monaco cristiano e architetto svizzero.

## Origini
Girolamo Grossi nacque a Bioggio da Giovanni Battista Grossi e da Clelia, figlia del colonnello Giovanni Battista Quadri di Serocca d'Agno. Venne battezzato da don Domenico Staffieri lo stesso giorno di nascita alla chiesa parrocchiale di San Maurizio e con i nomi di Carlo Girolamo Maria. Crebbe, quindi, in una famiglia agiata originaria della Valle Maggia, che era arrivata a Bioggio nel XVI secolo, accolta nel patriziato locale.
Il giovanissimo Girolamo, nel 1766, poco più che quindicenne, lasciò Bioggio per Vienna. Ne fa stato l'atto di battesimo rilasciatogli il 18 marzo 1766.

## Gli studi
A Vienna frequentò l'imperiale regia scuola di ingegneria (accademia militare) di Gumpendorf fondata da Maria Teresa d'Austria per i nobili di prima classe, e vi ottenne il diploma in aritmetica, geometria e matematica il 6 aprile 1768. In esso viene menzionata la sua frequenza al corso di ingegneria militare.
Lo troviamo in seguito a Torino alla Regia Università degli Studi dove, il 7 settembre 1772, ottenne il diploma di architetto civile.
È probabile che nei tre anni seguenti abbia soggiornato a Bioggio e fosse stato presente all'assemblea della vicinanza quando venne decisa la costruzione della nuova chiesa parrocchiale. Purtroppo il verbale di quella seduta non è reperibile, ma tutto fa supporre la sua presenza e l'impegno per la progettazione dell'opera.

## L'attività di architetto
Girolamo Grossi viene ormai considerato autore della progettazione della nuova chiesa di San Maurizio di Bioggio, così come la vediamo oggi.
In Austria, in particolare, aveva avuto modo di ispirarsi ai grandi progetti di chiese realizzati durante l'epoca barocca e rococò e soprattutto di apprezzarne gli spazi e i giochi dei volumi che in esse sono stati realizzati, elementi ripresi e adattati poi al neoclassico per il tempio a pianta centrale ottagonale. Il Grossi ha saputo trasfondere a Bioggio il senso della grandezza, della sontuosità e della purezza dello stile che aveva avuto modo di ammirare nella capitale imperiale.

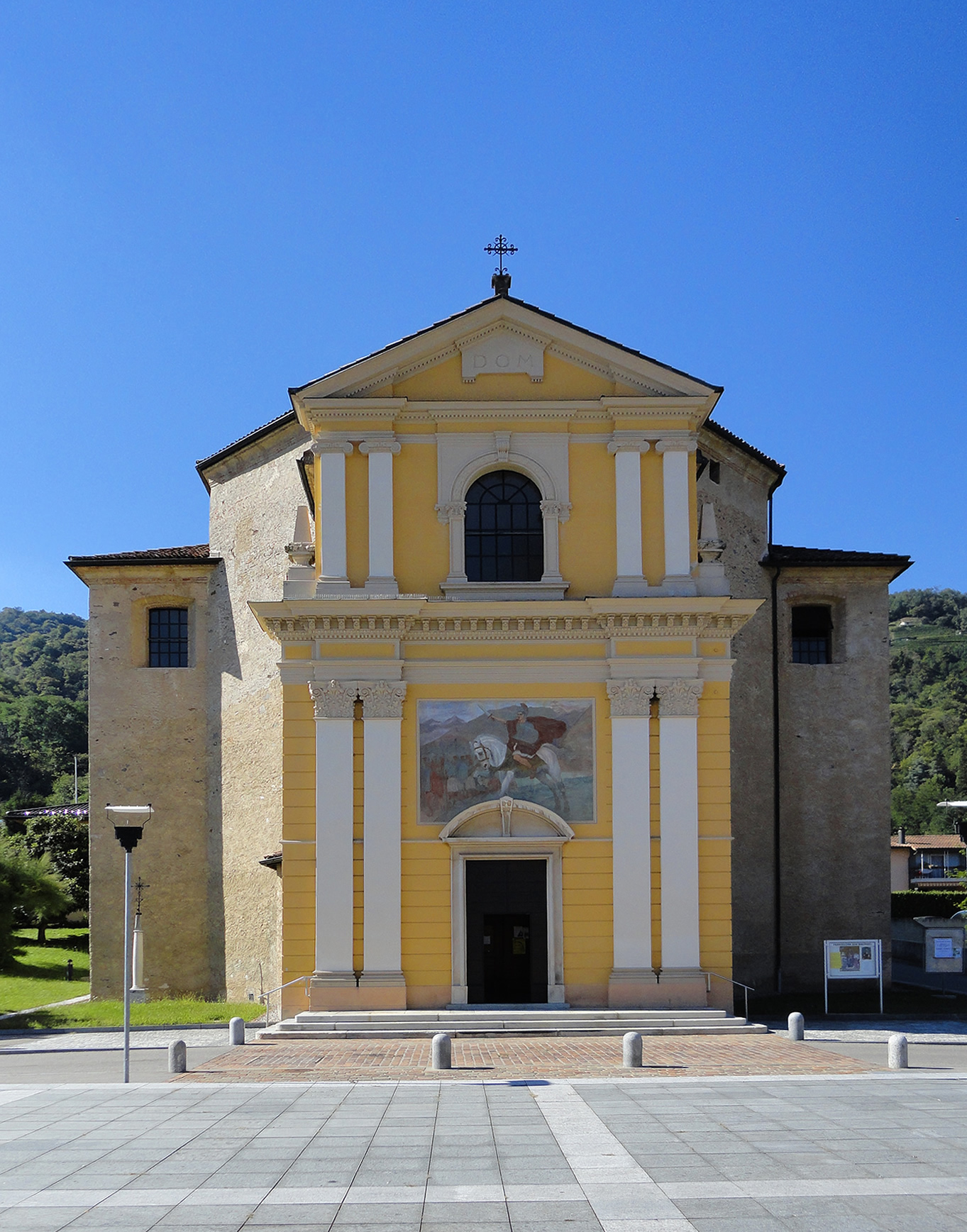
Facciata della Chiesa di San Maurizio
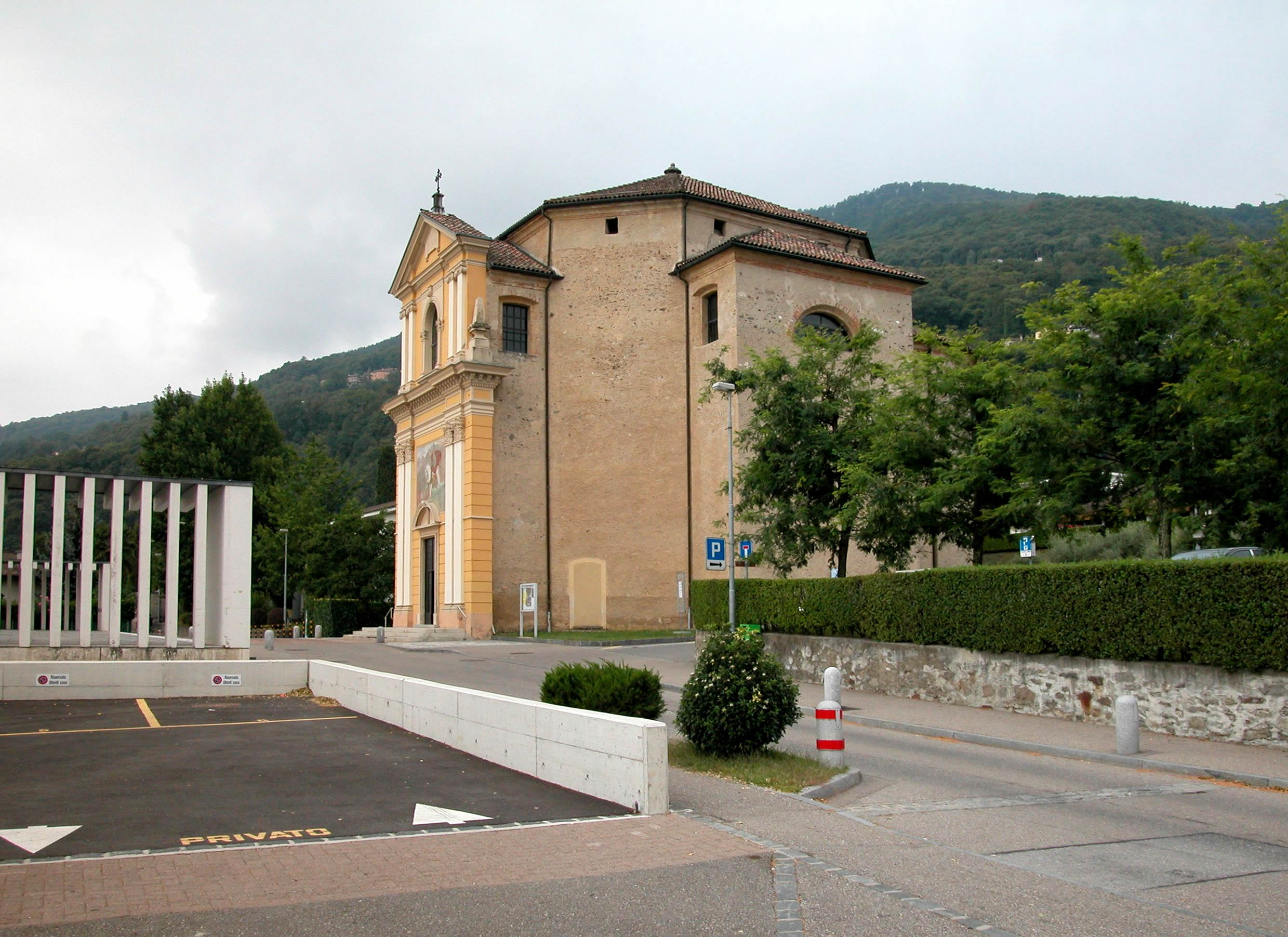
Vista laterale della Chiesa di San Maurizio
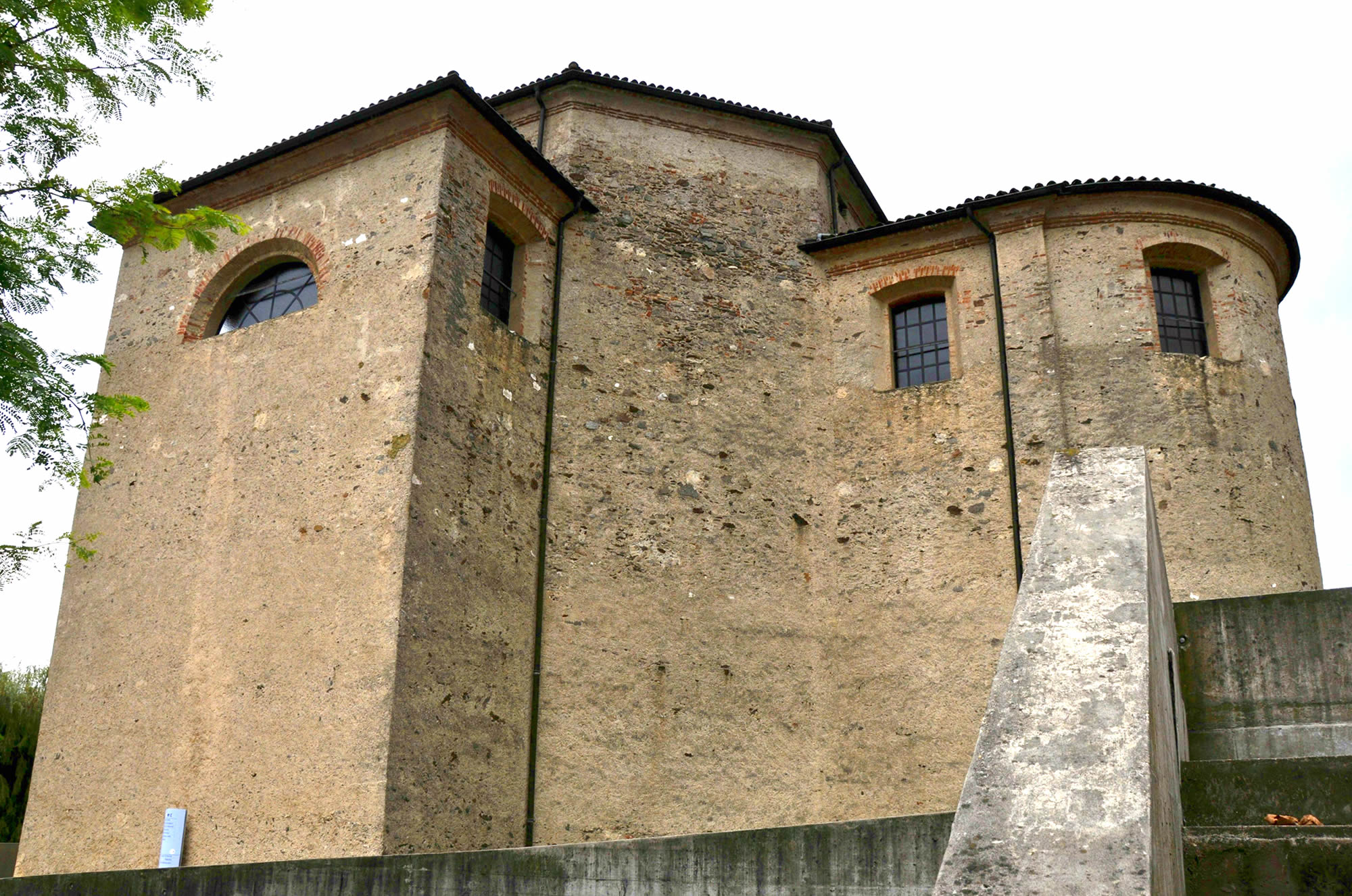
Abside ed esterno della cappella destra
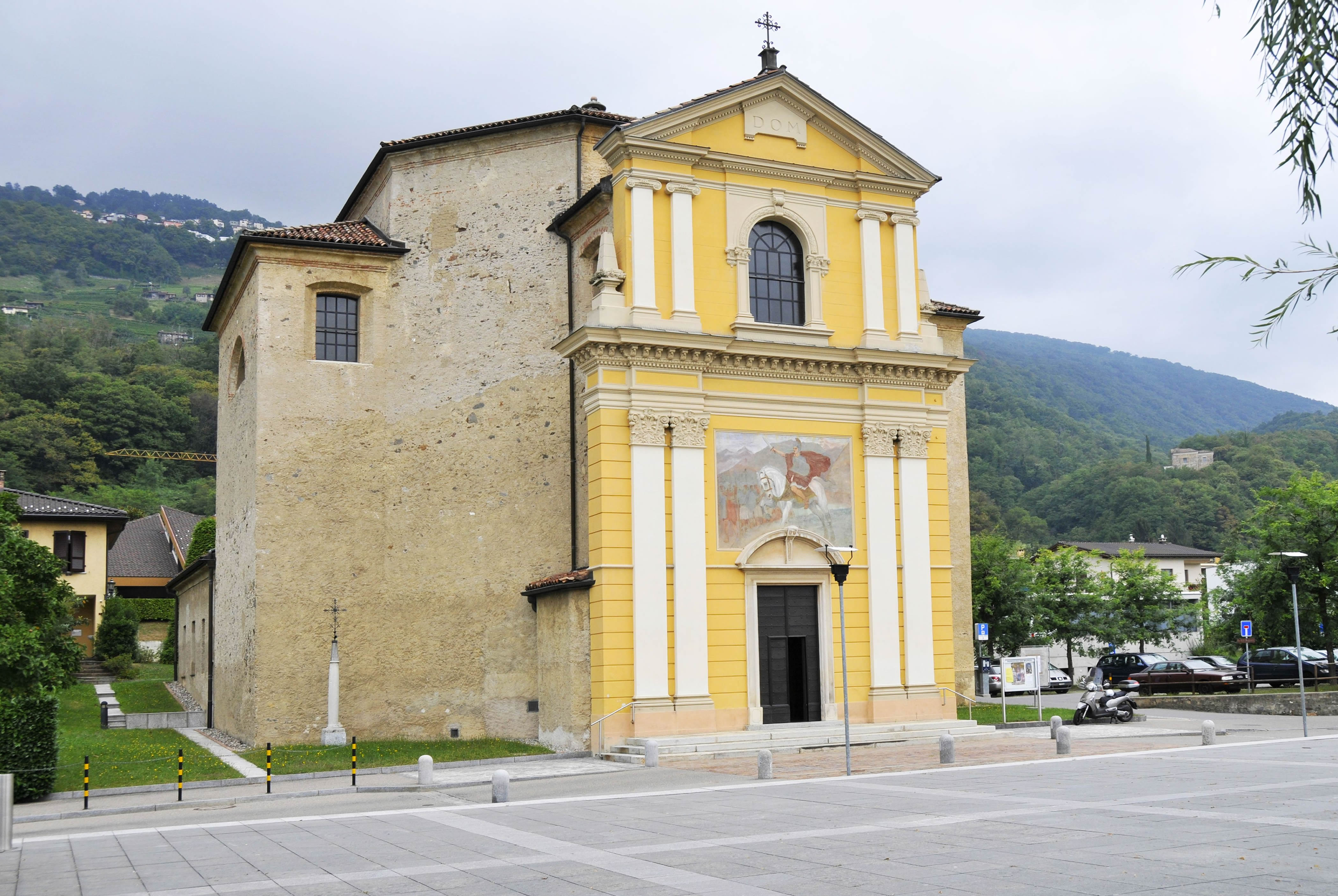
Facciata della Chiesa di San Maurizio

Lo troviamo in seguito a Montecchio Emilia al servizio degli Estensi come attesta un documento datato 29 gennaio 1779 rilasciato da Padre Giovanni Castelvetri dei Minori Conventuali, destinato ai Superiori Carmelitani prima della sua professione religiosa. Questo attestato dice con chiarezza che il suo soggiorno era durato 3 anni.
Questo soggiorno diventa importante nel suo percorso spirituale in quanto è in questa città che prenderà la decisione di entrare nell'ordine dei Carmelitani Scalzi. Sorprende il fatto che, oltre alla chiesa di San Maurizio a Bioggio, non risulta abbia lasciato altre tracce di realizzazioni legate alla sua professione di ingegnere e architetto. In pratica, dopo la sua entrata in convento, la chiesa di Bioggio resta l'unica sua opera che sia possibile attribuirgli.

## Frate carmelitano
Il 12 febbraio 1779 vestì l'abito dell'Ordine dei Carmelitani Scalzi nel convento della Pietà di Prato dove emette la professione solenne lo stesso giorno dell'anno seguente prendendo il nome di Padre Agostino della Vergine Addolorata. Nell'estate del 1783 ricevette l'ordinazione presbiterale e gli venne concessa la dispensa dal corso di teologia morale per potergli affidare l'insegnamento della filosofia nello studentato carmelitano di Siena.
Nell'ottobre del 1787 è costretto a lasciare la Toscana per Roma in ossequio ad un decreto del 1784 del granduca Leopoldo I che non permetteva il soggiorno di religiosi di nazionalità straniera nel granducato. Nella città eterna soggiorna fino al 1794, con una breve interruzione nel 1792 quando ottenne un permesso provvisorio per rientrare in Toscana.
Il 10 gennaio 1794 un rescritto di Ferdinando III lo riammise definitivamente nel granducato e gli concesse la naturalizzazione. Si stabilì nel convento di San Paolino dove rivestì svariate cariche in seno all'Ordine fino ad essere eletto il 26 aprile 1795 Superiore Provinciale cum decem suffragiis ex undecim.
Terminato il mandato triennale, dal 25 maggio 1798 gli venne assegnato il convento di Siena. Qui rimase fino al 1801, per poi trasferirsi ad Arezzo come maestro dei novizi. Rivestì anche altre numerose cariche e il 21 aprile 1804 venne eletto nuovamente Provinciale cum fere omnibus suffragiis, ossia all'unanimità.
Alla scadenza del mandato venne nominato sottopriore e di nuovo maestro dei novizi ad Arezzo al convento di Santa Maria delle Grazie nell'aprile del 1807. Qui Padre Agostino rimase fino alla morte avvenuta il 21 agosto del 1809 alle ore otto di sera. Venne sepolto nella cappella di San Bernardino. La tomba verrà rimossa nel 1964 per i lavori di risanamento dell'edificio. I suoi resti mortali, assieme a quelli di altri frati là sepolti, sono stati esumati e riposano in un'unica urna deposta sotto l'altare maggiore di Santa Maria delle Grazie. La lapide tombale è pure stata rimossa e sistemata nello stesso luogo.